# کنستانتین داسکالسکو
کنستانتین داسکالسکو (انگلیسی: Constantin Dăscălescu؛ زاده ۲ ژوئیهٔ ۱۹۲۳ – درگذشته ۱۵ مهٔ ۲۰۰۳) سیاستمدار اهل رومانی بود. وی از ۲۱ مه ۱۹۸۲ تا ۲۲ دسامبر ۱۹۸۹ نخست‌وزیر این کشور بود.
کنستانتین داسکالسکو در ۱۵ مه ۲۰۰۳، در سن ۷۹ سالگی درگذشت.